# تونی آکوستا
تونی آکوستا (اسپانیایی: Toni Acosta‎؛ زادهٔ ۱۰ آوریل ۱۹۷۲) بازیگر اهل اسپانیا است.
از فیلم‌ها یا مجموعه‌های تلویزیونی که وی در آنها نقش داشته‌است می‌توان به یک گام به پیش و راهنمای عشق چندنفره برای مبتدیان اشاره کرد.